# Jabitrichia dostinei
Jabitrichia dostinei är en nattsländeart som beskrevs av Wells 1990. Jabitrichia dostinei ingår i släktet Jabitrichia och familjen smånattsländor. Inga underarter finns listade i Catalogue of Life.